# 孔代叙里夫
孔代叙里夫（法語：Condé-sur-Ifs，法語發音：[kɔ̃de syʁ if] ⓘ，意为“伊夫上方的孔代”）是法国卡尔瓦多斯省的一个市镇，属于卡昂区。该市镇总面积11.34平方公里，2009年时的人口为445人。

## 地名
与通常在法语地名中表示“在……河畔”之意的“sur”不同，该地名Condé-sur-Ifs中的“sur”意为“在……上方”，表示名为孔代（Condé）的该地与莱宗河畔伊夫（Ifs-sur-Laizon，旧市镇，已并入本市镇）的位置关系，并以“伊夫上方的孔代”之名区分其他的“孔代”，且事实上在该地附近也并无“伊夫河”存在。

## 人口
孔代叙里夫人口变化图示
| 数据来源：INSEE |